# Iris (musikalbum)
Iris är Marie Bergmans tredje album som soloartist, utgivet 1979 på skivbolaget Metronome. Albumet spelades in i Metronome studio mellan januari och mars 1979.

## Låtlista
Där inte annat anges är låtarna skrivna av Marie Bergman.
Sida A
1. "Tonen" – 4:34 (text: Bergman, musik: Lasse Englund)
2. "Balladen om K" – 6:05 (Björn Afzelius)
3. "En mörk och stjärnklar natt" – 4:44
4. "Min sträng är brusten" – 4:06
5. "Lugnare vatten" – 3:15 (Kjell Höglund)

Sida B
1. "Säng till Iris" – 3:55
2. "Lägg inga plåster på såren" – 4:48
3. "Lekvisa" – 3:05 (text: Bergman, musik: Englund)
4. "Sammetsland" – 3:08 (text: Bergman, musik: Englund)
5. "Arvet" – 6:31 (text: Bergman, musik: Englund)

## Medverkande
- Jan Bandel – vibrafon
- Anders Bergman – klarinett
- Marie Bergman – sång, akustisk gitarr
- Ola Brunkert – trummor
- Lasse Englund – akustisk gitarr, sång, bensinfat, banjo, gitarr
- Backa Hans Eriksson – bas, sång
- Theo Greyerz – tabla
- Lasse Holmberg – piccoloflöjt, flöjt
- Stefan Nilsson – piano
- Roger Palm – trummor
- Finn Sjöberg – gitarr

## Listplaceringar
| Lista (1979) | Topplacering |
| ------------ | ------------ |
| Sverige      | 12           |